# شهرستان گرند، یوتا
شهرستان گرند یکی از شهرستان‌های ایالت یوتا است. بر طبق سرشماری‌های سال ۲۰۱۰، جمعیت این شهرستان ۹.۲۲۵ نفر برآورد شده و مساحتش نیز ۹.۵۴۰ کیلومترمربع است.
مرکز و همچنین بزرگ‌ترین شهر این شهرستان، مواب می‌باشد. نام گرند را نیز از نام رودخانه کلرادو گرفته‌اند که زمانی در گذشته به آن Grand River (یا رودخانه بزرگ) می‌گفتند.

## پیوند
- وب‌گاه رسمی